# Éva Bodnár
Éva Bodnár (* 1952 in Budapest (Ungarn)) ist eine ungarische Künstlerin und Professorin für Zeichnung an der Akademie der bildenden Künste Wien. Sie lebt und arbeitet in Wien und ist vor allem für ihre Malerei und Zeichnungen bekannt.

## Leben und Wirken
Éva Bodnár wurde 1952 in Budapest (Ungarn) geboren. Von 1973 bis 1976 studierte sie an der Ungarischen Akademie der Bildenden Künste (ungarisch: Magyar Képzőművészeti Egyetem). Sie setzte ihr Studium an der Akademie der bildenden Künste Wien fort. 1981 schloss sie ihr Studium in der Meisterklasse von Wolfgang Hollegha ab. Die Grundidee von Hollegha, vor und nach dem Malen zu denken, jedoch nicht währenddessen, fand Eingang in Bodnárs eigene Arbeitsweise und beeinflusste ihre kreative Praxis nachhaltig.
Seit 2002 unterrichtet Bodnár an der Akademie der bildenden Künste Wien und fördert die Entwicklung ihrer Studierenden im Bereich der Zeichnung. Ihre künstlerische Praxis ist geprägt vom Auseinandersetzen mit der menschlichen Wahrnehmung, der Raumwahrnehmung und der Schnittstelle zwischen Abstraktion und figürlicher Darstellung.
Bodnárs Arbeiten wurden in zahlreichen nationalen und internationalen Ausstellungen gezeigt. Sie hat sich einen Ruf für ihre innovative Herangehensweise an klassische Mal- und Zeichentechniken erworben und ist eine feste Größe in der österreichischen und internationalen Kunstszene.

## Ausstellungen (Auswahl)
- 2023: Gyere, gyere, Galerie Elisabeth & Klaus Thoman, Wien
- 2020: X, FRAC des Pays de la Loire, Carquefou
- 2018: Éva Bodnár & Walter Obholzer, Galerie Elisabeth & Klaus Thoman, Innsbruck
- 2015: aufstehen oder liegen bleiben? (Einzelausstellung), Galerie Elisabeth & Klaus Thoman, Wien
- 2013: Tisch im Raum, Kunsthalle Exnergasse, Wien
- 2012: fallingwater (Einzelausstellung), Galerie Elisabeth & Klaus Thoman, Innsbruck
- 1999: (Einzelausstellung), Ludwig Museum, Budapest
- 1989: BEN-HUR, Graphisches Kabinett, Secession, Wien (Katalog)